# Tondorf (Bruckberg)
Tondorf ist ein Ortsteil der Gemeinde Bruckberg im niederbayerischen Landkreis Landshut.

## Lage
Das Kirchdorf Tondorf liegt etwa drei Kilometer nordöstlich von Bruckberg unmittelbar nördlich von Gündlkofen in einem engen Seitental des Osterbaches.

## Geschichte
Die älteste Nennung des Ortes stammt vom Jahre 720, als Tandorf zum Güterkomplex des Klosters Tegernsee gehörte. Der Ortsname leitet sich wohl von dem Umstand ab, dass sich hier ursprünglich ein Tannenwald befand. Später ging Tondorf in den Besitz der Grafen von Ebersberg über, die 934 das Kloster Ebersberg stifteten. Kaiser Konrad II. schenkte 1028 dem Kloster Ebersberg eine Hofstatt und zwei Äcker zu Tondorf. Nach dem Aussterben der Grafenfamilie um 1045 blieb Tondorf bis zur Säkularisation in Bayern im Jahr 1803 im Besitz des Klosters.
1818 wurde die Gemeinde Tondorf gebildet. Im Rahmen der Gebietsreform in Bayern schloss sich Tondorf am 1. Juli 1972 der Gemeinde Gündlkofen an und wurde 1978 mit dieser in die Großgemeinde Bruckberg eingegliedert.

## Sehenswürdigkeiten
- Pfarrkirche St. Michael. Sie stammt aus der Übergangszeit vom romanischen zum gotischen Stil um 1300. Der Chor ist spätgotisch und wurde gegen Mitte des 15. Jahrhunderts angefügt. Die ehemals kleinen schmalen Fenster im Langhaus wurden zur Barockzeit durch sogenannte Bassgeigenfenster ersetzt. Die Rokokoaltäre stammen aus der Mitte des 18. Jahrhunderts.
- Friedhofskapelle. Sie wurde 1950 errichtet und enthält eine 2,5 Meter hohe Figur der Unbefleckten Jungfrau Maria. Diese wird dem  Rokokobildhauer Ignaz Günther oder seiner Schule zugeschrieben und soll aus der bei der Säkularisation in Bayern 1803 abgebrochenen Franziskanerkirche in Landshut stammen.

## Vereine
- BJB Tondorf
- Freiwillige Feuerwehr Tondorf
- KSK Tondorf
- Landfrauen Gündlkofen/Tondorf
- Schützenverein Tondorf